# Cottonwood (Arizona)
Cottonwood – miasto w Stanach Zjednoczonych, w stanie Arizona, w hrabstwie Yavapai.